# Wuschel
Mit dem Namen WUSCHEL wird ein Pflanzenprotein bezeichnet, das bei der Bildung von Stammzellen und der Erhaltung der Stammzellnische im Sprossapikalmeristem von Pflanzen notwendig ist. Es handelt sich um einen Transkriptionsfaktor, der während der frühen Embryogenese, der Oogenese und der Blütenbildung exprimiert wird. WUSCHEL gehört zu den Transkriptionsfaktoren mit WUS-Homöobox als DNA-Bindedomäne.
Das WUS-Gen wurde zunächst in der Modellpflanze Arabidopsis thaliana charakterisiert, wo eine  Loss-of-function-Mutation zu einem „wuscheligen“ Habitus führt, wodurch sich die Namensgebung erklärt.
Da die WUSCHEL-Funktion entscheidend für die Bildung und Aufrechterhaltung der Stammzellpopulation im Sprossapikalmeristem ist, sind in der WUS-Mutante nur wenige Stammzellen vorhanden. Daher stellen Sprossapikalmeristeme ihre Aktivität häufig ein, die Pflanze bleibt klein, bildet nur kurze Sprossabschnitte und an diesen vorwiegend Laubblätter. An Seitensprossen können selten unvollständige sterile Blüten entstehen.
Die Expression von WUS erfolgt im organisierenden Zentrum des Sprossapikalmeristems, welches direkt unterhalb der Stammzellnische liegt. Das WUS Gen codiert für einen Transkriptionsfaktor der Homeodomänenklasse, jedoch ist bis dato unbekannt, wie WUS Stammzellschicksal induziert. Direkte Zielgene von WUS legen nahe, dass hierbei Pflanzenhormone eine wichtige Rolle spielen könnten.
In den Stammzellen wird die Expression des Gens CLAVATA3 (oder kurz CLV3) angeregt. CLV3 codiert für ein kleines Peptid und wird als Signalmolekül von den Stammzellen abgegeben.
Das CLV3-Protein gelangt anschließend abwärts in das organisierende Zentrum und reprimiert dort die Expression von WUS, so dass es sich hierbei insgesamt um ein sich weitgehend selbstregulierendes System zu handeln scheint.